# Kabinett Kok I
Das Erste Kabinett Kok bildete vom 22. August 1994 bis 3. August 1998 die Regierung der Niederlande. 
Bei der Wahl der Tweede Kamer am 3. Mai 1994 hatten PvdA und CDA deutlich weniger Stimmen erhalten als bei der Wahl 1989.   
Die Regierungsbildung dauerte dreieinhalb Monate; dann bildete sich eine Koalition aus der sozialdemokratischen PvdA und den liberalen Parteien VVD und D66, ein sogenanntes „lila Kabinett“ (paars kabinet). 

## Zusammensetzung
Das Kabinett bestand aus 14 Ministern und 12 Staatssekretären.

### Minister
| Geschäftsbereich/Amt                                                     | Minister            | Partei |
| ------------------------------------------------------------------------ | ------------------- | ------ |
| allgemeine Angelegenheiten Ministerpräsident                             | Wim Kok             | PvdA   |
| Inneres stellvertretender Ministerpräsident                              | Hans Dijkstal       | VVD    |
| Äußeres stellvertretender Ministerpräsident                              | Hans van Mierlo     | D66    |
| Justiz                                                                   | Winnie Sorgdrager   | D66    |
| Bildung, Kultur und Wissenschaft                                         | Jo Ritzen           | PvdA   |
| Finanzen                                                                 | Gerrit Zalm         | VVD    |
| Verteidigung und Angelegenheiten der niederländischen Antillen und Aruba | Joris Voorhoeve     | VVD    |
| Verkehr und Wasserwirtschaft                                             | Annemarie Jorritsma | VVD    |
| Wirtschaft                                                               | Hans Wijers         | D66    |
| Landwirtschaft, Natur und Fischerei                                      | Jozias van Aartsen  | VVD    |
| Soziales und Arbeit                                                      | Ad Melkert          | PvdA   |
| Gesundheit, Wohlfahrt und Sport                                          | Els Borst           | D66    |
| Wohnungswesen, Raumordnung und Umweltschutz                              | Margreeth de Boer   | PvdA   |
| Entwicklungszusammenarbeit                                               | Jan Pronk           | PvdA   |

### Staatssekretäre
| Geschäftsbereich                            | Staatssekretär                     | Partei |
| ------------------------------------------- | ---------------------------------- | ------ |
| Äußeres                                     | Michiel Patijn                     | VVD    |
| Justiz                                      | Elizabeth Schmitz                  | PvdA   |
| Inneres                                     | Jacob Kohnstamm                    | D66    |
| Inneres                                     | Tonny van de Vondervoort           | PvdA   |
| Bildung, Kultur und Wissenschaft            | Tineke Netelenbos                  | PvdA   |
| Bildung, Kultur und Wissenschaft            | Aad Nuis                           | D66    |
| Finanzen                                    | Willem Vermeend                    | PvdA   |
| Verteidigung                                | Jan Gmelich Meijling               | VVD    |
| Wohnungswesen, Raumordnung und Umweltschutz | Dick Tommel                        | D66    |
| Wirtschaft                                  | Anneke van Dok-van Weele           | PvdA   |
| Soziales und Arbeit                         | Robin Linschoten bis 28. Juni 1996 | VVD    |
| Soziales und Arbeit                         | Frank de Grave ab 2. Juli 1996     | VVD    |
| Gesundheit, Wohlfahrt und Sport             | Erica Terpstra                     | VVD    |